# San Jose (Northern Samar)
San Jose è una municipalità di quinta classe delle Filippine, situata nella Provincia di Northern Samar, nella regione di Visayas Orientale.
San Jose è formata da 16 baranggay:
- Aguadahan
- Bagong Sabang
- Balite
- Barangay East (Pob.)
- Barangay North (Pob.)
- Barangay South (Pob.)
- Barangay West (Pob.)
- Bonglas
- Da-o
- Gengarog
- Geratag
- Layuhan
- Mandugang
- P. Tingzon
- San Lorenzo
- Tubigdanao